# Banjski Orešac
Banjski Orešac (en serbe cyrillique : Бањски Орешац) est un village de Serbie situé dans la municipalité de Knjaževac, district de Zaječar. Au recensement de 2011, il comptait 66 habitants.

## Démographie
| 1948 | 1953 | 1961 | 1971 | 1981 | 1991 | 2002 | 2011 |
| ---- | ---- | ---- | ---- | ---- | ---- | ---- | ---- |
| 356  | 350  | 323  | 311  | 247  | 154  | 96   | 66   |

|  |